# Акілісі Погіва
Саміуела Акілісі Погіва (тонг. ʻAkilisi Pōhiva; 7 квітня 1941 — 12 вересня 2019) — громадський і політичний діяч держави Тонга, прем'єр-міністр Тонги в 2014 — 2019 роках.

## Життєпис
Народився 7 квітня 1941 року. Вищу освіту здобув у Південнотихоокеанському університеті за спеціальностями історія, політологія, соціологія, працював учителем. З 1970-х років — активіст руху за демократизацію державного ладу Тонги. У 1987 вперше став депутатом парламенту Тонги. У 1996 і 2007 роках заарештовувався владою за критику проти неї, але невдовзі його звільняли. З 2010 року — голова Демократичної партії дружніх островів, з якою пройшов у парламент Тонги. З 30 грудня 2014 року і до своєї смерті — прем'єр-міністр Тонги.